# Venelina Veneva
Venelina Veneva-Mateeva (in bulgaro Венелина Венева-Матеева?; Ruse, 13 giugno 1974) è un'ex altista bulgara.

## Palmarès
| Anno | Manifestazione   | Sede       | Evento        | Risultato | Prestazione | Note |
| ---- | ---------------- | ---------- | ------------- | --------- | ----------- | ---- |
| 1991 | Europei juniores | Salonicco  | Salto in alto | Argento   | 1,91 m      |      |
| 1991 | Mondiali         | Tokyo      | Salto in alto | 22ª (q)   | 1,79 m      |      |
| 1995 | Mondiali indoor  | Barcellona | Salto in alto | 21ª (q)   | 1,85 m      |      |
| 1995 | Mondiali         | Göteborg   | Salto in alto | 13ª (q)   | 1,93 m      |      |
| 1996 | Giochi olimpici  | Atlanta    | Salto in alto | 29ª (q)   | 1,80 m      |      |
| 1998 | Europei          | Budapest   | Salto in alto | 5ª        | 1,98 m      |      |
| 1999 | Mondiali         | Siviglia   | Salto in alto | 14ª (q)   | 1,89 m      |      |
| 2000 | Giochi olimpici  | Sydney     | Salto in alto | 9ª        | 1,93 m      |      |
| 2001 | Mondiali indoor  | Lisbona    | Salto in alto | Bronzo    | 1,96 m      |      |
| 2001 | Mondiali         | Edmonton   | Salto in alto | 4ª        | 1,97 m      |      |
| 2003 | Mondiali         | Parigi     | Salto in alto | 4ª        | 1,98 m      |      |
| 2004 | Mondiali indoor  | Budapest   | Salto in alto | 7ª        | 1,94 m      |      |
| 2004 | Giochi olimpici  | Atene      | Salto in alto | 15ª (q)   | 1,92 m      |      |
| 2005 | Europei indoor   | Madrid     | Salto in alto | Bronzo    | 1,97 m      |      |
| 2005 | Mondiali         | Helsinki   | Salto in alto | 10ª       | 1,85 m      |      |
| 2006 | Europei          | Göteborg   | Salto in alto | Argento   | 2,03 m      |      |
| 2007 | Europei indoor   | Birmingham | Salto in alto | dq        | dq          |      |
| 2009 | Mondiali         | Berlino    | Salto in alto | 13ª (q)   | 1,92 m      |      |
| 2011 | Europei indoor   | Parigi     | Salto in alto | 7ª        | 1,92 m      |      |
| 2011 | Mondiali         | Taegu      | Salto in alto | 20ª (q)   | 1,89 m      |      |
| 2012 | Europei          | Helsinki   | Salto in alto | 12ª       | 1,80 m      |      |
| 2012 | Giochi olimpici  | Londra     | Salto in alto | 20ª (q)   | 1,85 m      |      |
| 2013 | Europei indoor   | Göteborg   | Salto in alto | 6ª        | 1,92 m      |      |
| 2014 | Europei          | Zurigo     | Salto in alto | 16ª (q)   | 1,85 m      |      |
| 2015 | Europei indoor   | Praga      | Salto in alto | 7ª        | 1,90 m      |      |
| 2015 | Mondiali         | Pechino    | Salto in alto | 28ª (q)   | 1,80 m      |      |